# En avant comme avant !
En avant comme avant ! est le troisième roman de Michel Folco.
L'action reste concentrée sur les aventures de Charlemagne Tricotin. Ses frères et sa sœur ayant réussi à lui éviter l'emprisonnement dans les galères royales, Charlemagne s'enfuit à Paris en espérant plaider sa cause auprès du roi Louis XVI.
Le roman nous fait alors revivre un Paris sous les derniers jours de la monarchie. L'auteur en profite pour aborder plusieurs thèmes :
- La vie des aristocrates et leurs plaisirs coûteux : chasses, duels, jeux de hasard, etc. ;
- Les emprisonnements arbitraires sous simple lettre de cachet du roi et la vie dans la prison de la Bastille ;
- La vie d'une colonie de rats au sein des murs de ladite prison.

L'arrivée d'un Charlemagne aux pieds bien en terre dans un monde d'apparences et de légèreté est une source de multiples quiproquos permettant à l’auteur de faire évoluer l’histoire.